# Sandra de Sá
Sandra de Sá (Rio de Janeiro, 27 août 1955) est une chanteuse brésilienne.. 

## Biographie

### Télévision
- 2006: Dança dos Famosos 2
- 2021: The Masked Singer Brasil 1